# Flóahreppur

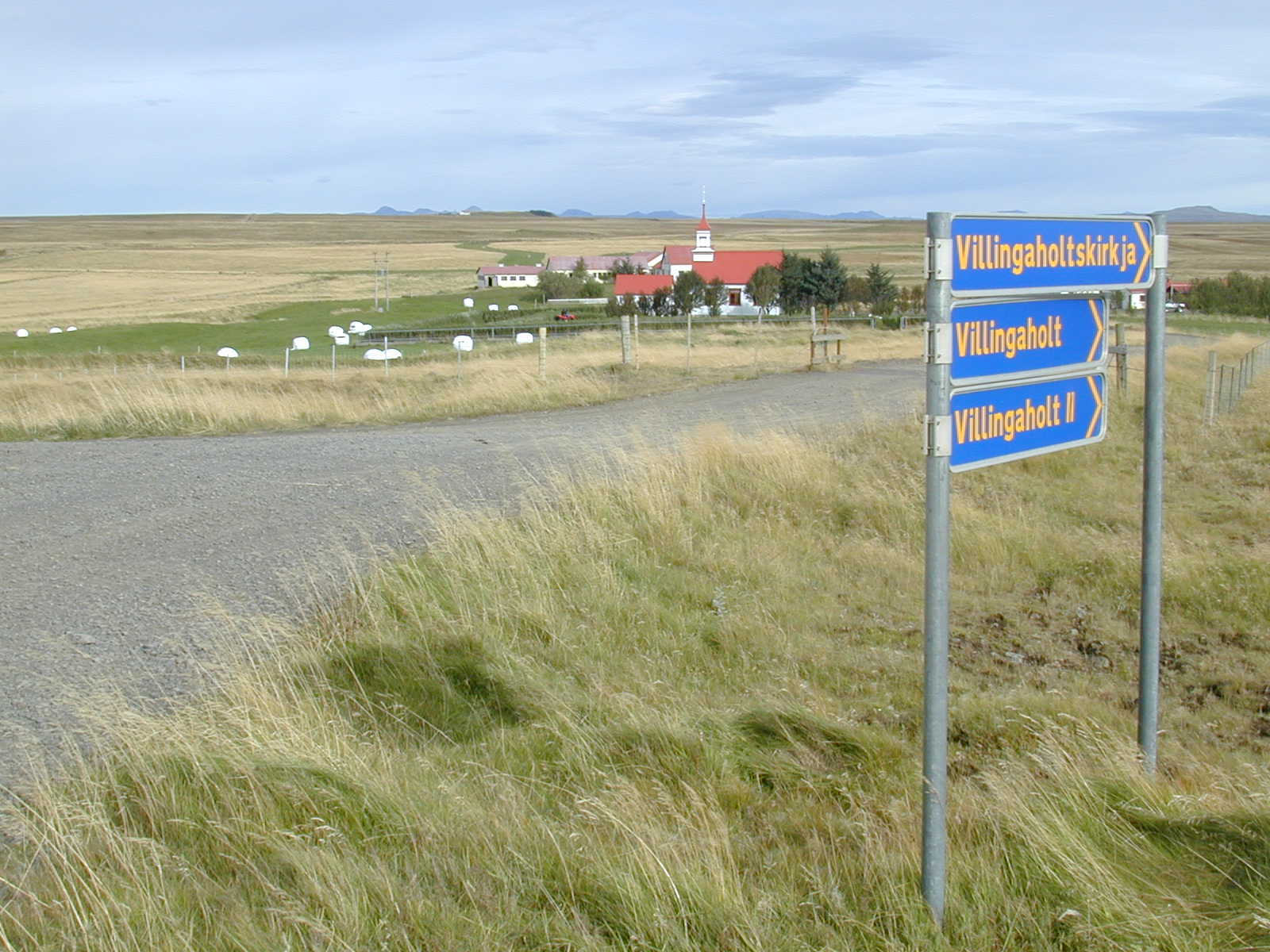
Siedlung in Villingaholt

Der Landgemeinde Flóahreppur ist eine isländische Gemeinde in der Region Suðurland.
Am 1. Januar 2023 hatte die Gemeinde 662 Einwohner.

## Geografie
Das Gemeindegebiet grenzt westlich an Árborg und Ölfus, im Norden an Grímsnes og Grafningur, im Nordosten an Skeiða- og Gnúpverjahreppur, im Osten an Ásahreppur und im Südosten an Rangárþing ytra. Die Ostgrenze bildet der Fluss Þjórsá, die Nordgrenze ist der Fluss Hvítá. Südlich des Gemeindegebiets liegt der Nordatlantik.
Im Südosten liegt die Siedlung Villingaholt am Villingaholtsvatn.

## Geschichte
Die Gemeinde wurde im Juni 2006 durch den Zusammenschluss der Landgemeinden Hraungerði (Hraungerðishreppur), Villingaholt (Villingaholtshreppur) und Gaulverjabær (Gaulverjabæjarhreppur, auch Bæjarhreppur) gebildet. Bei der Wahl des neuen Gemeindenamens konnte sich Flóahreppur gegenüber den Namensvorschlägen Flóabyggð, Flóamannahreppur und Flóasveit durchsetzen.

## Ehemalige Gemeinden

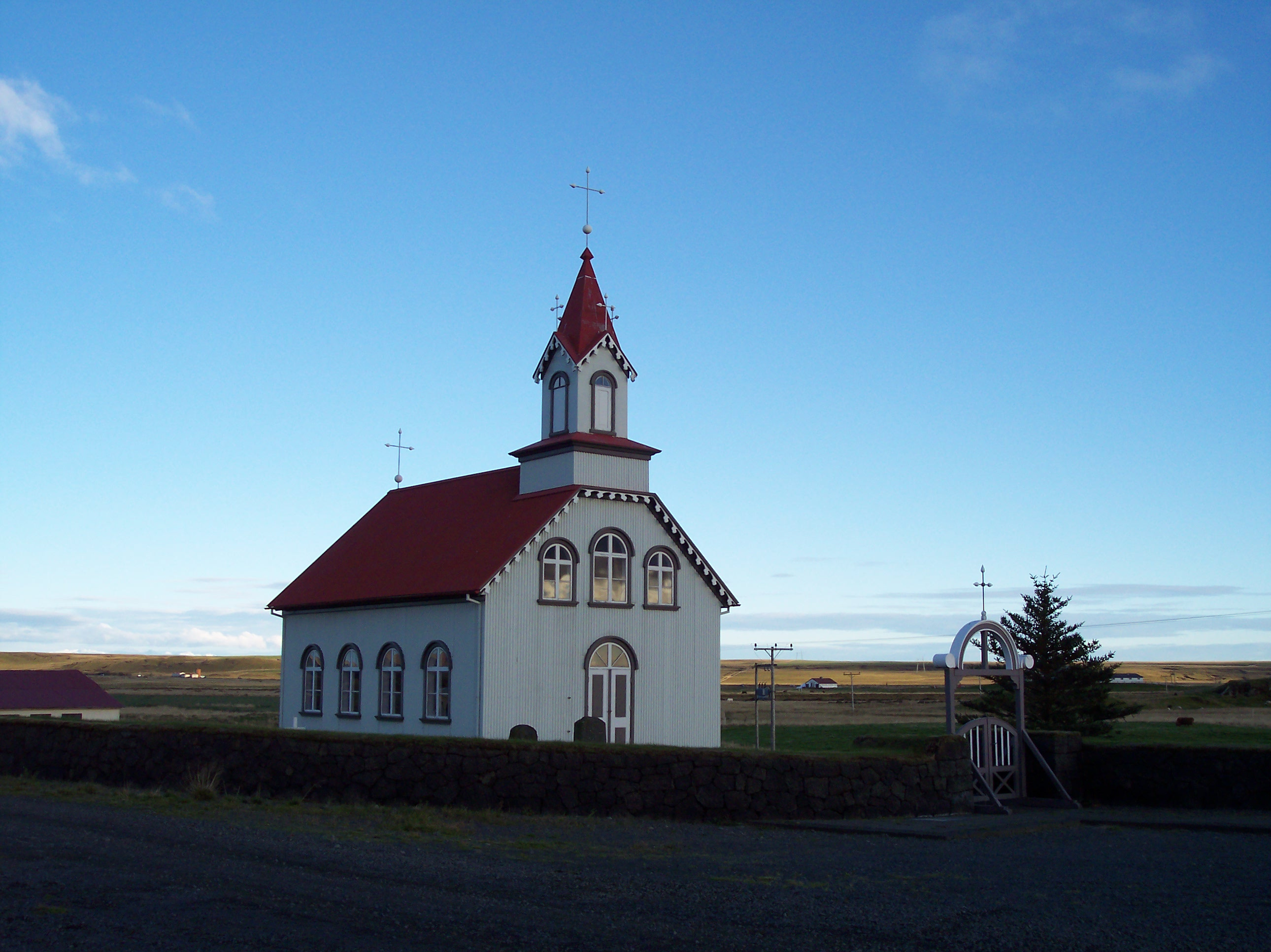
Hraungerðiskirkja

|                                    | Gaulverjabær | Hraungerði | Villingaholt |
| ---------------------------------- | ------------ | ---------- | ------------ |
| Gemeindenummer:                    | 8701         | 8706       | 8707         |
| Fläche in km²:                     | 80           | 96         | 114          |
| Einwohnerzahl am 1. Dez. 1997:     | 125          | 192        | 182          |
| Einwohnerzahl am 1. Dez. 2003:     | 135          | 197        | 180          |
| Einwohnerzahl am 1. Dez. 2004:     | 138          | 196        | 183          |
| Einwohnerzahl am 1. Dez. 2005:     | 141          | 200        | 185          |
| Bevölkerungsveränderung 1997–2005: | +13 %        | +4 %       | +2 %         |

## Besonderheiten

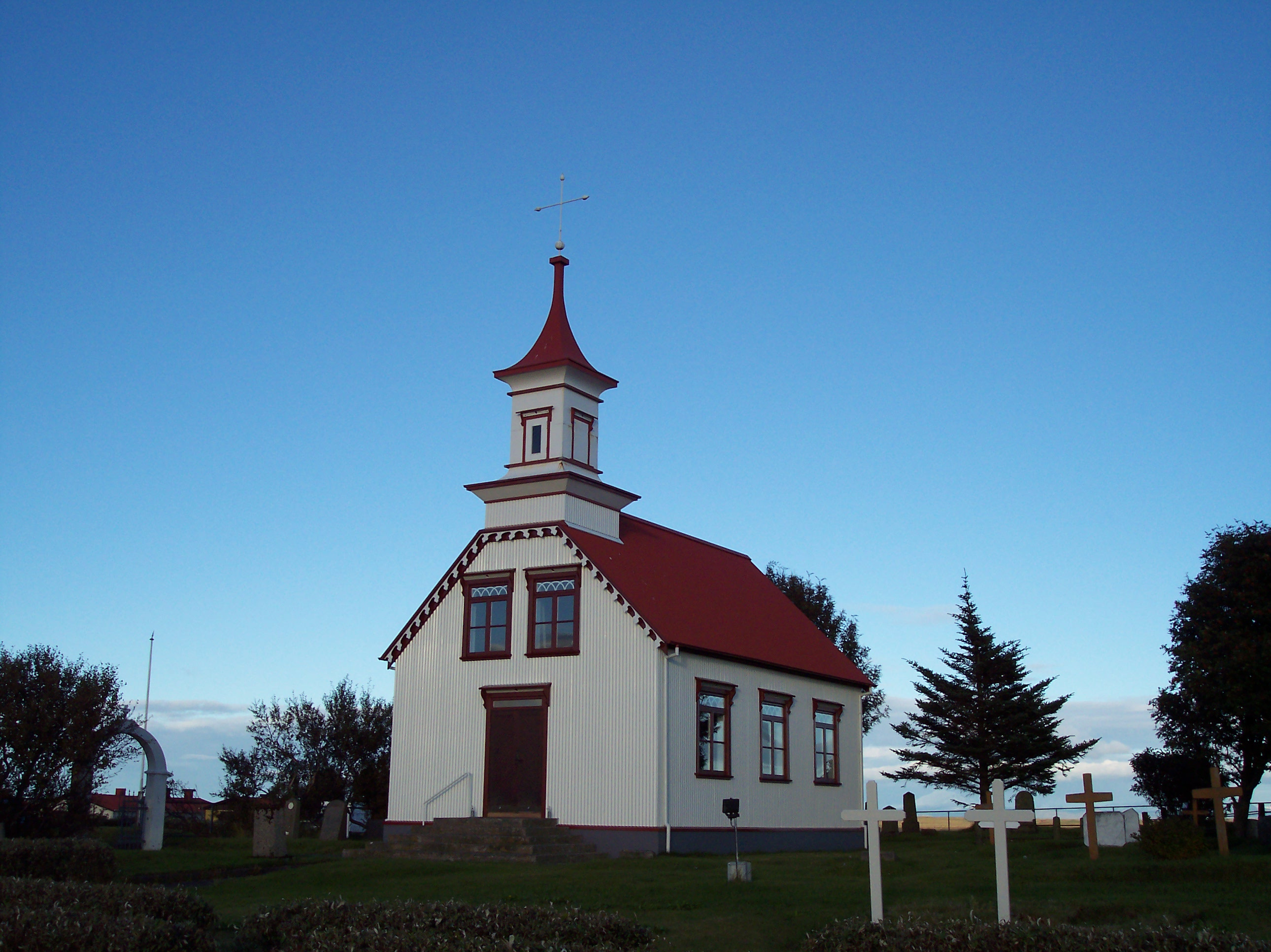
Villingaholtskirkja

Die Villingaholtskirkja in der Ortschaft Villingaholt ist eine 1910–1911 erbaute Holzkirche mit 100 Sitzplätzen und einem Dachreiter an Stelle eines Turms. Im 17. Jahrhundert sammelte der hier tätige Pastor Jón Erlendsson zahlreiche bis dahin nur mündlich überlieferte Sagen und Erzählungen und schrieb sie auf.
Die 9,58 m lange und 6,48  m breite Kirche steht seit 1990 unter Denkmalschutz.
Die 1902 erbaute Holzkirche Hraungerðiskirkja in der Ortschaft Hraungerði, mit einer Länge von 10,83 m und einer Breite von 7,07 m etwas größer, steht ebenfalls seit 1990 unter Denkmalschutz. Sie hat 150 Sitzplätze. Eine weitere Holzkirche, die ebenfalls 1990 unter Denkmalschutz gestellt wurde, ist die 1909 erbaute Gaulverjabæjarkirkja in Gaulverjabaer. Auf ihrem Friedhof ist der isländische Maler Ásgrímur Jónsson (1876–1958) begraben.
Einen auffallenden Kontrast zu den genannten Holzkirchen bildet die 1965 geweihte, moderne Laugardaelakirkja, die 70 Sitzplätze und einen weithin sichtbaren Turm hat. Auf dem Friedhof daneben befindet sich das Grab von Bobby Fischer (1943–2008), des ehemaligen Schachweltmeisters.